# Martin Brunner
Martin Brunner (Zurigo, 23 aprile 1963) è un ex calciatore svizzero, di ruolo portiere.

## Palmarès

### Trofei nazionali
- Campionato svizzero: 3

Grasshoppers: 1983-1984, 1989-1990, 1990-1991
- Coppa Svizzera: 6

Grasshoppers: 1987-1988, 1988-1989, 1989-1990, 1993-1994
Losanna: 1997-1998, 1998-1999
- Supercoppa di Svizzera: 1

Grasshoppers: 1989

### Coppe internazionali
- Coppa Piano Karl Rappan: 4

Grasshoppers: 1988, 1989, 1991, 1994

### Altri piazzamenti
- Coppa Svizzera: 1 secondi posti

Grasshoppers: 1992-1993
- Supercoppa di Svizzera: 2 secondi posti

Grasshoppers: 1988, 1990